# Bryan Ivie
Bryan Eric Ivie (Torrance, 5 de maio de 1969) é um ex-jogador de voleibol dos Estados Unidos que competiu nos Jogos Olímpicos de 1992 e 1996.
Em 1992, ele fez parte da equipe americana que conquistou a medalha de bronze no torneio olímpico, no qual atuou em cinco partidas. Quatro anos depois, ele participou de cinco jogos e o time americano finalizou na nona colocação na competição olímpica de 1996.